# Fluxbox
Fluxbox — простий і мінімалістичний менеджер вікон для X Window System. Fluxbox зроблений на базі Blackbox v.0.61.1 і схожий на нього — ті ж кольори, розташування вікон і повна сумісність тем і стилів. Має мінімальні вимоги до системних ресурсів і надає всі базові можливості для організації комфортної роботи.  Fluxbox підтримує такі функції, як об'єднання декількох вікон у вигляді вкладок (табів), редагування меню, згортання застосунків на системну панель, віртуальні робочі столи, гнучкі засоби для угрупування вікон, налаштування зовнішнього вигляду, прив'язка гарячих клавіш.  Код fluxbox написаний на мові C++ і розповсюджується під ліцензією MIT.
Зовні Fluxbox являє собою чистий робочий стіл з панеллю інструментів, на якій містяться назва робочого столу, годинник і список запущених застосунків. За замовчуванням Fluxbox не має своїх іконок на робочому столі, але їх можна додати, використовуючи програму idesk.
Запуск програм здійснюється вибором відповідного пункту з випадаючого меню, що з'являється після клацання правою кнопкою миші в будь-якому місці робочого столу, або набором назви програми у випливаючій панелі вводу, що викликається або вищезгаданого випадаючого меню, або натисканням гарячих клавіш.
Завдяки своїй мінімалістичності, Fluxbox невимогливий до ресурсів і особливо підходить тим користувачам, яким доводиться застосовувати застарілу техніку, або тим, хто хоче отримати максимальну швидкодію комп'ютера при роботі в графічному середовищі Unix-подібних систем. Крім того, прихильники використання цієї оболонки вважають її надзвичайно ергономічною. В той же час новачків зазвичай відлякує «спартанський» зовнішній вигляд Fluxbox і відсутність розвинених графічних засобів конфігурування (подібних засобів, наявними в середовищах KDE та GNOME).

## Виноски
1. ↑  Fluxbox - Browse Files at. Sourceforge.net (2015-01-06). Retrieved on 2015-01-06.
2. ↑    - Saunders, Mike (March 2008). Lightweight window managers. Linux Format. UK: Future Publishing (103). Архів оригіналу за 24 червня 2010. Процитовано 3 січня 2013.
  - Сондерс, Майк (March 2008). Легковесные ОМ (PDF). Linux Format (Russian) . Russia: Mezon.ru (103): 19. Архів оригіналу (PDF) за 26 січня 2021. Процитовано 3 січня 2013.
3. ↑  Linux Format Archives | Linux Format. web.archive.org. 24 червня 2010. Архів оригіналу за 24 червня 2010. Процитовано 8 січня 2024.{{cite web}}:  Обслуговування CS1: bot: Сторінки з посиланнями на джерела, де статус оригінального URL невідомий (посилання)
4. ↑  Tables. web.archive.org. 19 серпня 2009. Архів оригіналу за 19 серпня 2009. Процитовано 8 січня 2024. [Архівовано 2009-08-19 у Wayback Machine.]

## Дивись також
- Blackbox
- Openbox